# NGC 7623
NGC 7623 este o galaxie situată în constelația Pegas. A fost descoperită în 26 septembrie 1785 de către William Herschel. Se află la o distanță de 52,72 de megaparseci de Pământ.